# 神楽坂 (花街)

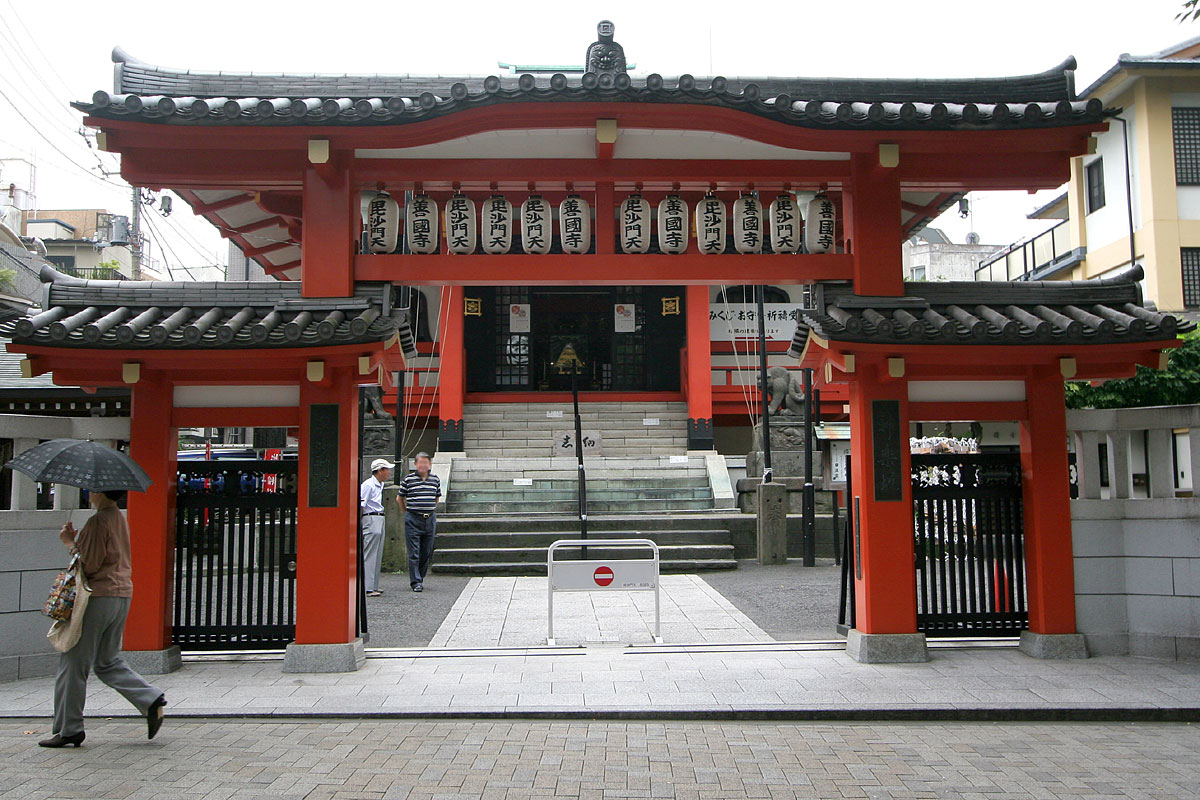
毘沙門天善國寺門

神楽坂（かぐらざか）は東京都新宿区神楽坂に位置する花街（花柳界）の総称。

## 沿革

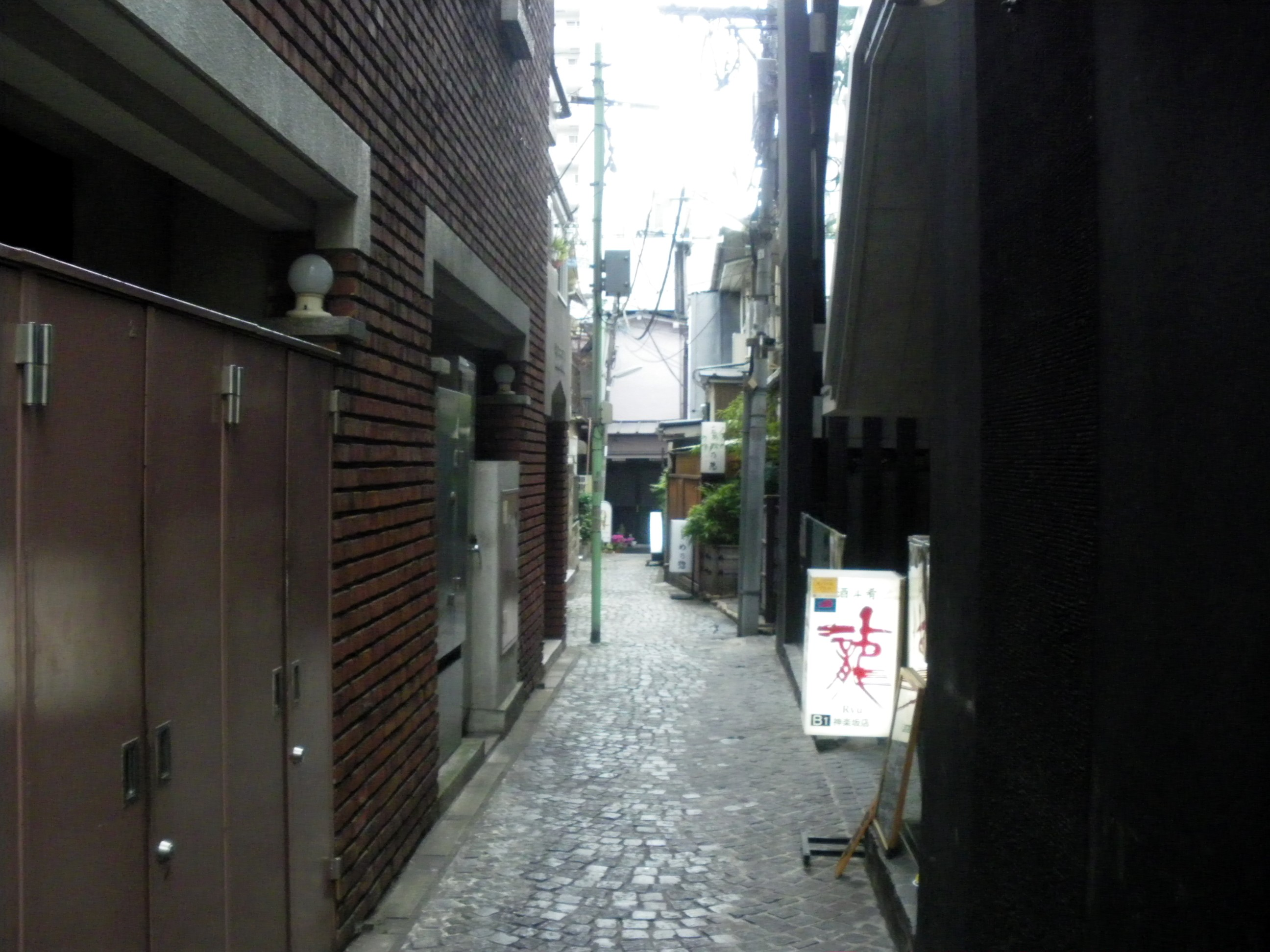
神楽坂界隈の小路

かつて、ここは「牛込」（うしこみ）と呼ばれ、寛政4年（1791年）に移転してきた善國寺（通称、毘沙門天）の周辺に茶店が軒を連ね、後に岡場所として発展、これが花街の原型となる。明治期に花街としての機能が確実となり、最盛期には700名の芸妓（芸者）が在籍していた。しかし、昭和後期になると料亭、芸妓数が減少し、再開発などで花街の面影を少しずつ失い続けていく。現在、芸妓30名で「神楽坂をどり」や各祭礼、各行事などに参加し地元との交流を深めている。